# Bothriomyrmex hispanicus
Bothriomyrmex hispanicus é uma espécie de inseto do gênero Bothriomyrmex, pertencente à família Formicidae.